# Hesbaye

Mała belgijska wieś w Hesbaye.

Hesbaye (fr. lub niderl. Haspengouw, w średniowiecznych dokumentach zlatynizowana Hesbania) – naturalny region obejmujący południową część belgijskiej prowincji Limburgia, na wschód od Brabancji Flamandzkiej i Brabancji Walońskiej, i północno-zachodnią część prowincji Liège.